# Mil Islas (Cocoa Beach)
Las Mil Islas (en inglés: Thousand Islands) son un grupo de islas algunas naturales, modificadas, y desaparecidas en el río Banana, Cocoa Beach, en el condado de Brevard, Florida al sur de Estados Unidos. Desde finales de 1950 a principios de 1970 las islas fueron reformulados para el desarrollo y los esfuerzos para controlar los mosquitos cuando la población de Brevard creció durante el período inicial del programa espacial en Cabo Cañaveral y el Centro Espacial Kennedy.
El Estado de Florida compró las Mil Islas en 1988. Se les arrendó de nuevo a la ciudad de Cocoa Beach en 1991, siempre que las islas se utilizarán para la recreación y los esfuerzos conservacionistas. El precio total fue de $ 3.230.950. La ciudad contribuyó $ 1.615.475, el condado de Brevard contribuyó con $ 700.000, y el Estado de la Florida contribuyó con $ 915.475. 